# Степань
Сте́пань — селище в Україні, у Степанській селищній громаді Сарненського району Рівненської області, на річці Горинь (притока Прип'яті), за 19 км від залізничної станції Малинськ на лінії Рівне — Сарни. Селищем проходять автошляхи територіального значення Т 1817 і Т 1826. Населення становить 4062 осіб (2022)

## Географія

### Клімат
Клімат у Степані вологий континентальний («Dfb» за класифікацією кліматів Кеппена). Опадів 598 мм на рік. Найменша кількість опадів спостерігається в березні й сягає у середньому 28 мм. Найбільша кількість опадів випадає в червні — близько 83 мм. Різниця в опадах між сухими та вологими місяцями становить 55 мм. Пересічна температура січня — −5,4 °C, липня — 18,7 °C. Річна амплітуда температур становить 24,1 °C.
| Клімат Степані                    | Клімат Степані | Клімат Степані | Клімат Степані | Клімат Степані | Клімат Степані | Клімат Степані | Клімат Степані | Клімат Степані | Клімат Степані | Клімат Степані | Клімат Степані | Клімат Степані | Клімат Степані |
| Показник                          | Січ.           | Лют.           | Бер.           | Квіт.          | Трав.          | Черв.          | Лип.           | Серп.          | Вер.           | Жовт.          | Лист.          | Груд.          | Рік            |
| Середній максимум, °C             | −2,4           | −1,3           | 3,3            | 12,4           | 19,2           | 22,8           | 24,0           | 23,1           | 18,3           | 12,0           | 5,0            | 0,0            | 11,4           |
| Середня температура, °C           | −5,4           | −4,5           | −0,3           | 7,5            | 13,6           | 17,4           | 18,7           | 17,7           | 13,3           | 7,9            | 2,4            | −2,5           | 7,2            |
| Середній мінімум, °C              | −8,4           | −7,6           | −3,9           | 2,6            | 8,1            | 12,1           | 13,4           | 12,3           | 8,3            | 3,8            | −0,1           | −5             | 3,0            |
| Норма опадів, мм                  | 34             | 30             | 28             | 40             | 58             | 83             | 81             | 65             | 55             | 42             | 41             | 41             | 598            |
| --------------------------------- | -------------- | -------------- | -------------- | -------------- | -------------- | -------------- | -------------- | -------------- | -------------- | -------------- | -------------- | -------------- | -------------- |
| Джерело: Climate-Data.org (англ.) |                |                |                |                |                |                |                |                |                |                |                |                |                |

## Історія
Степань належить до найстарода́вніших поселень Полісся, добре укріплене княже місто часів Київської Русі, торговий і культурний центр упродовж багатьох століть. Кам'яні знаряддя праці, знайдені в його околицях, свідчать, що люди тут жили з давніх часів. Перша письмова згадка про поселення датується 1290 роком.
Степань розміщувалася на імовірному торговому шляху — «молочній дорозі руських і литовських князів». У нинішньому сквері селища раніше був майдан, куди звідусіль з'їжджалися купці, які привозили заморські товари, а в Степані купували полотна, вишиванки, вироби гончарів, бондарів, зброярів. Зараз на цьому місці братська могила радянських воїнів, а на самому майдані нещодавно встановили пам'ятник у вигляді хреста на честь воїнів-односельців, які боролися за волю і державність України.
Наприкінці XVII століття належало дружині гетьмана Радзивілла Катерині, на прохання міщан міста, король Польщі Ян III Собеський 17 травня 1682 року дозволяє влаштовувати два ярмарки на рік.
1775 року в місті налічувався 521 будинок.
У 1900 році єврейське населення Степані склало 1854 особи.
У 1917 році село входить до складу Української Народної Республіки.
Унаслідок поразки Перших визвольних змагань та підписання Польщею сепаратного Ризького мирного договору, всупереч домовленостям з УНР, Степань входить до складу Польської республіки.
У 1929 р. на Степань поширені правила міської забудови.
У вересні 1939 року в ході Другої світової війни, згідно із пактом Молотова — Ріббентропа, Степань захоплено СРСР. Під час німецько-радянської війни гітлерівці створили в селі єврейське гетто, де було вбито майже 3000 євреїв.
У липні 1941 року після прийняття Акту проголошення Української Держави (30 червня) в Степані поряд із низкою сусідніх містечок за ініціативи місцевого керівництва ОУН(б) відбулося проголошення державності України. Степань входила до військової округи «Заграва» регіональної групи УПА-Північ.
10 квітня 1943 року УПА атакувала Степань (переодягнувшись у радянських партизанів). Поштове відділення та міська адміністрація були розтрощені. Загинули німецький жандарм та кілька поляків.
У 1960 році Степань отримав статус селища міського типу.
З 24 серпня 1991 року селище входить до складу незалежної України.
Відповідно до Розпорядження Кабінету Міністрів України від 12 червня 2020 року № 722-р «Про визначення адміністративних центрів та затвердження територій територіальних громад Рівненської області» увійшло до складу Степанської селищної громади.

## Археологічні пам'ятки
Степань, згідно зі статтею 32 ЗУ «Про охорону культурної спадщини», входить до списку історичних населених місць України. На території населеного пункту розташовані 1 пам'ятка археології, 5 — історії місцевого та 3 — архітектури національного значення.
На території селища знайдені залишки городища літописного міста, що датується IX—XIII століттям і є пам'яткою археології України. Є також залишки колись могутнього Степанського замку.

## Населення
Станом на 1 січня 2019 року, населення становить 4160 осіб.

### Мова
Розподіл населення за рідною мовою за даними перепису 2001 року:
| Мова            | Кількість | Відсоток |
| --------------- | --------- | -------- |
| українська      | 4049      | 99.41%   |
| російська       | 19        | 0.47%    |
| румунська       | 1         | 0.02%    |
| інші/не вказали | 4         | 0.10%    |
| Усього          | 4073      | 100%     |

## Церкви
1949 року у стилі бароко зведений Преображенський (Спаський) храм. У 1963 році його зруйнували більшовики. Нині проводиться відбудова церкви.

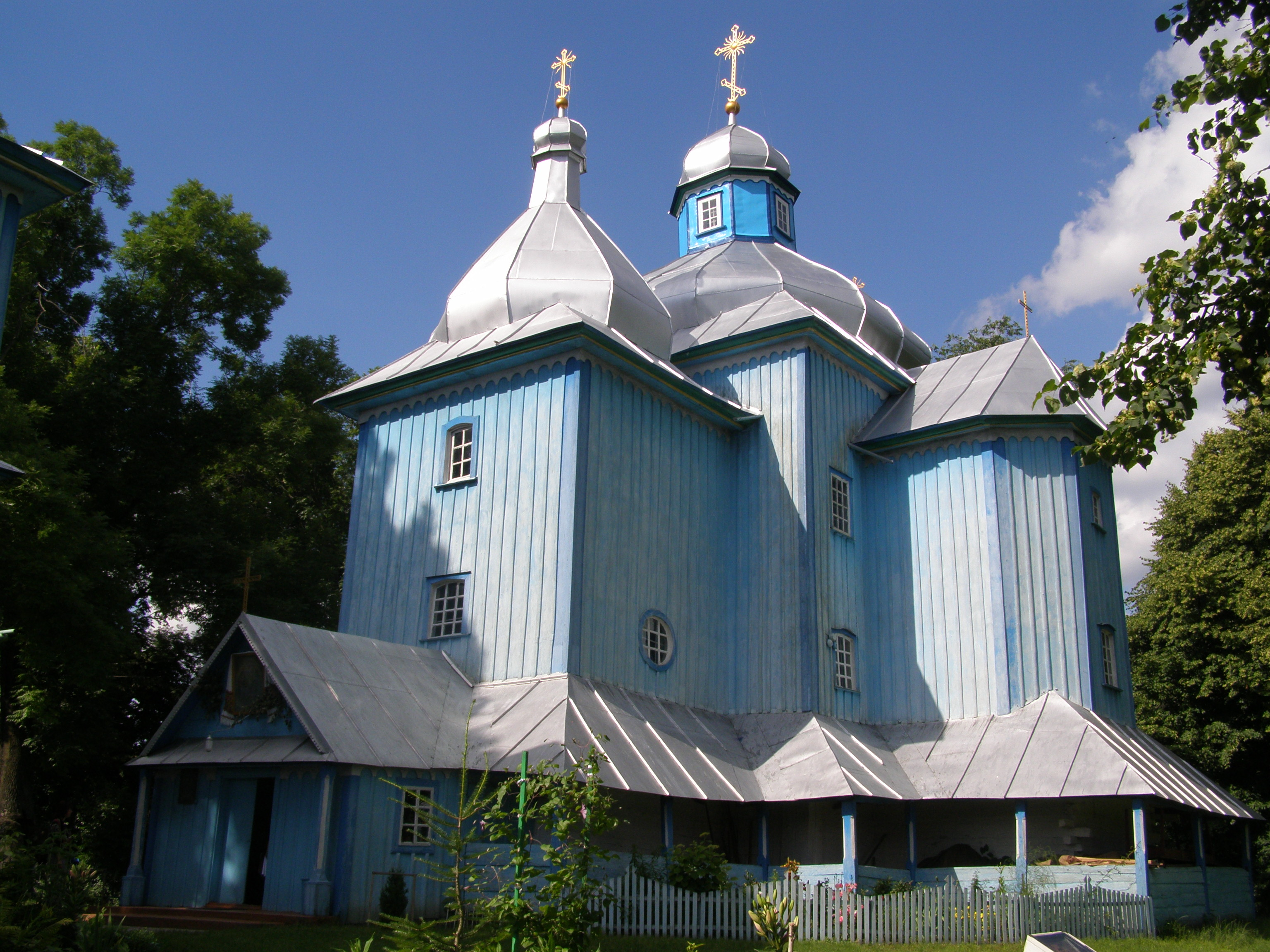
Троїцька церква

1759 року у Степані побудовані Свято-Троїцька церква та дзвіниця. Згодом храм став соборним. При ньому відкрили школу і богодільню. Це єдина споруда, що збереглася до тепер у первинному вигляді і найстарішою у Степані. Будівлі належать до пам'яток архітектури.
1775 року побудована Миколаївська церква. У 1960-х роках церкву перетворили на клуб, а пізніше — більярдну. Сьогодні, завдяки громадськості, цей храм відбудований і діючий.

## Туризм

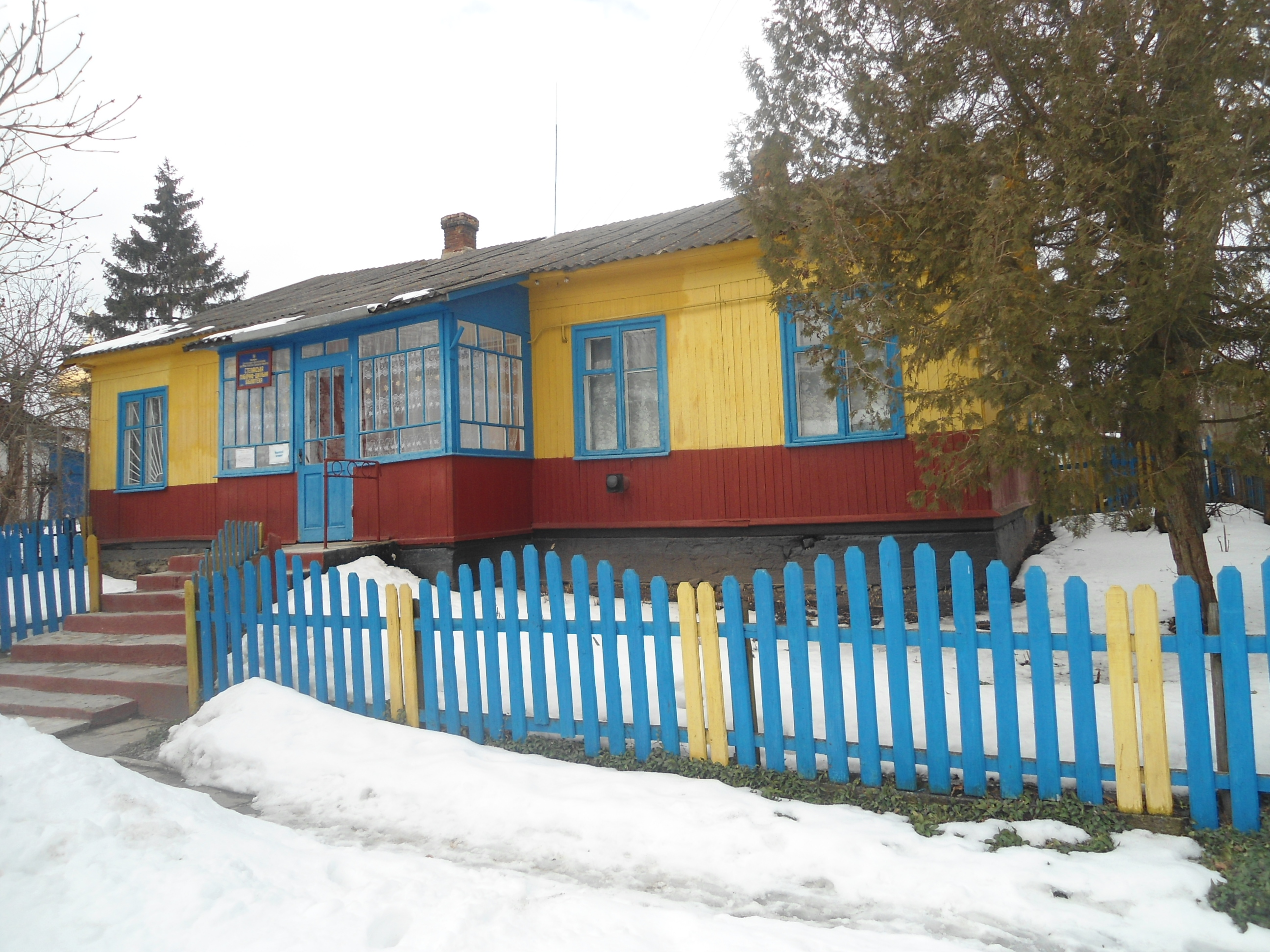
Степанська публічна бібліотека
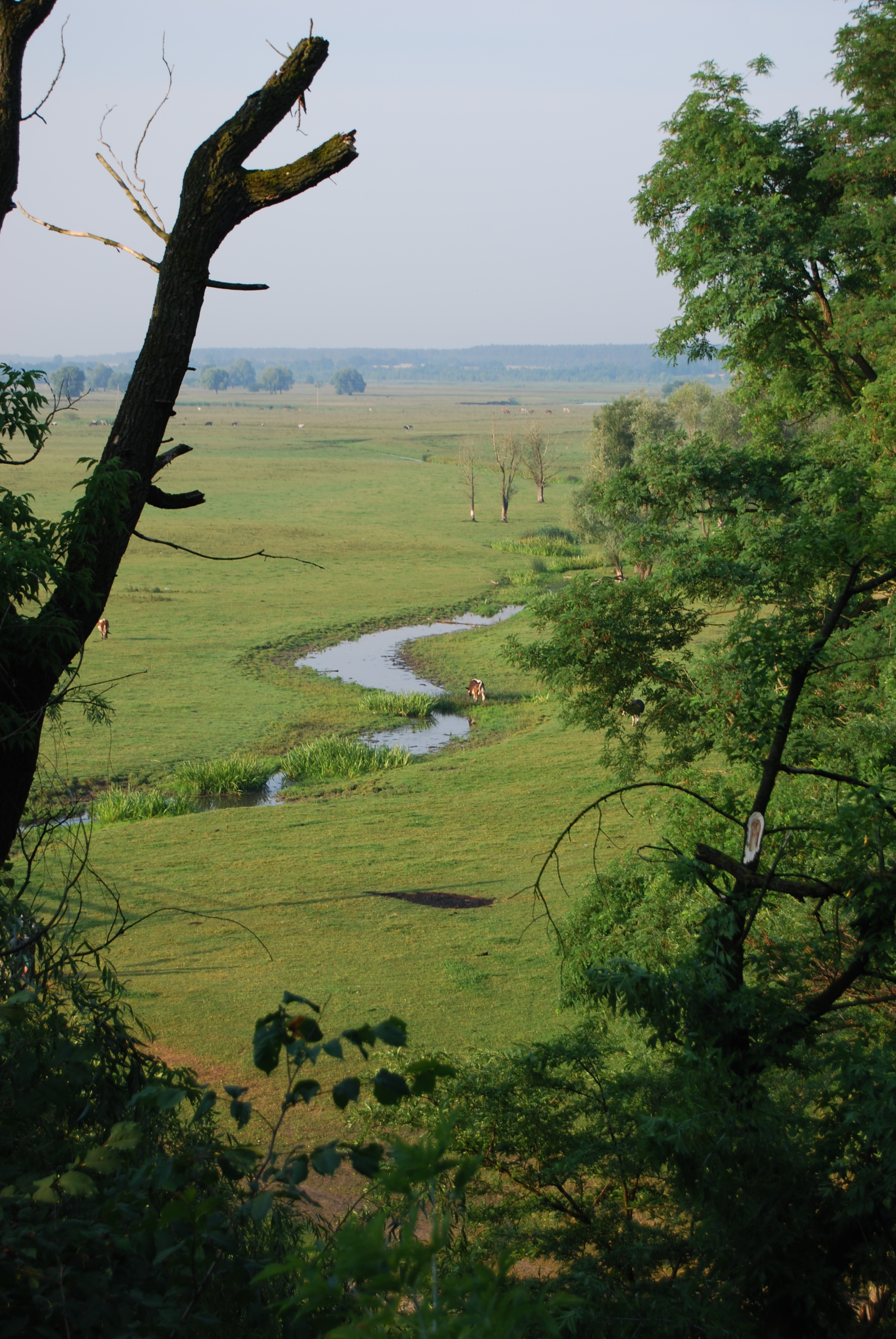
Вид із замку

Степань входить до переліку курортних населених пунктів України. У селищі функціонує санаторій «Горинь» , збудований у 1960- ті роки (лікувальні води і грязі).

## Відомі уродженці
- Войтович Валерій Миколайович (нар. 1952) — український письменник, художник, дослідник української міфології.
- Ворцель Станіслав Габрієль (пол. Stanisław Worcell) (1799—1857) — польський революційний демократ, соціаліст-утопіст. Учасник Польського повстання 1830—1831 років.
- Калініченко Володимир Вікторович (нар. 1947) — український історик, доктор історичних наук, професор, завідувач кафедри історії України Харківського національного університету імені В. Н. Каразіна, заслужений працівник освіти України, дійсний член Академії історичних наук України.
- Крот Йосип Тимофійович (1925) — підпільник ОУН, вояк УПА.
- Кудринський Федір (1867—1933) — український письменник, етнограф, літературознавець.
- Пінчук Степан Петрович (1930—2012) — український критик, літературознавець, перекладач, доктор філологічних наук.
- Тивончук Іван Опанасович (1929—2011) — доктор економічних наук, професор. Завідувач кафедри теоретичної економіки та економіки України Національного університету «Львівська політехніка».
- Тивончук Михайло Павлович (1875—1959) — депутат 4-ї Державної думи Російської імперії від Волинської губернії.
- Януш Ядвіга Вацлавівна (нар. 1933) — український мовознавець.

### Книги
- Андрощук О. В. Степань // Енциклопедія історії України : у 10 т. / редкол.: В. А. Смолій (голова) та ін. ; Інститут історії України НАН України. — К. : Наукова думка, 2012. — Т. 9 : Прил — С. — С. 848. — ISBN 978-966-00-1290-5.
- Історія міст і сіл Української РСР. Ровенська область. — К. : Головна редакція УРЕ АН УРСР, 1973.
- Коротун І. М., Коротун Л. К. Географія Рівненської області в 3-х частинах. — Рівне, 1996. — 274 с.